# Battaglia di Varsavia (1939)
La battaglia di Varsavia fu lo scontro, avvenuto tra l'8 ed il 28 settembre 1939, tra le forze tedesche e l'esercito polacco per il controllo della capitale Varsavia durante la seconda guerra mondiale. La città, già precedentemente soggetta a bombardamenti da parte della Luftwaffe iniziati il 1º settembre, venne raggiunta il giorno 8 quando i primi carri armati tedeschi raggiunsero il quartiere di Wola e la parte sud occidentale della città.
La propaganda tedesca diffuse immediatamente, attraverso la radio, la notizia della sua conquista ma le difese inizialmente riuscirono a reggere ed i combattimenti proseguirono fino al 28 settembre, quando le guarnigioni polacche, comandate dal generale Walerian Czuma, capitolarono, ed, il giorno seguente, circa 140 000 soldati polacchi furono fatti prigionieri dai tedeschi. Il 1º ottobre la Wehrmacht entrò a Varsavia, iniziando un'occupazione che ebbe termine solo il 17 gennaio 1945.

## L'inizio della guerra

### L'intento di Hitler

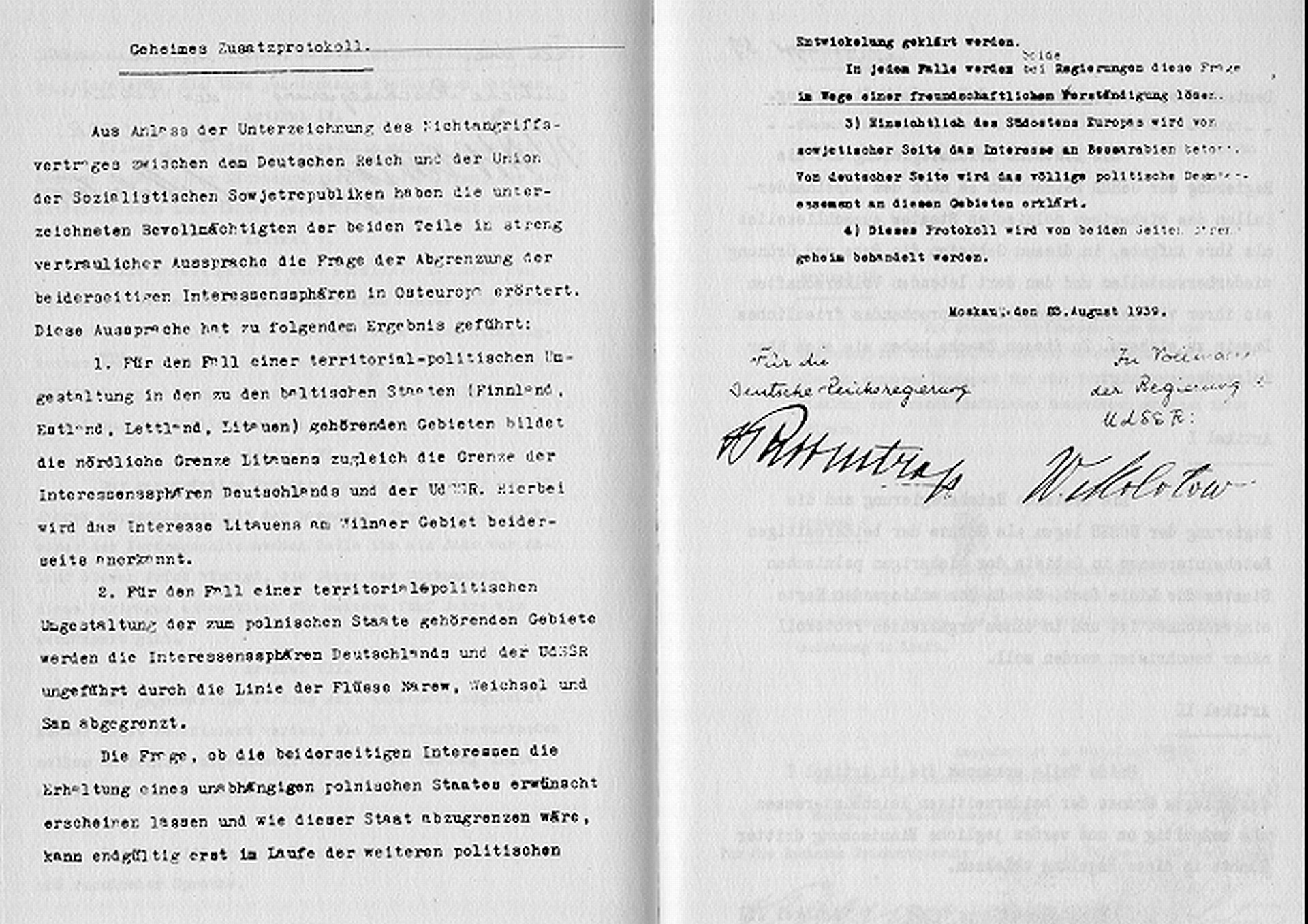
Il Protocollo del 23 agosto 1939, firmato dai ministri degli esteri Molotov e Ribbentrop

L'attacco tedesco alla Polonia, il cosiddetto Caso Bianco, fu la continuazione, dopo l'annessione della Cecoslovacchia, della dinamica espansionistica del nazismo verso est, allo scopo di realizzare il cosiddetto lebensraum, lo spazio vitale che Hitler aveva teorizzato nel Mein Kampf e che avrebbe previsto in seguito, nel quadro più generale del Generalplan Ost, anche l'invasione dell'Unione Sovietica. La richiesta del Führer al governo polacco della città di Danzica e la relativa extraterritorialità del corridoio di passaggio costituivano in realtà solo dei pretesti poiché, già dal 3 aprile 1939, immediatamente dopo il rifiuto polacco, comunicato il 26 marzo, egli aveva preso la decisione di invadere il paese e non lo preoccupava tanto l'irrigidimento dell'atteggiamento del Regno Unito che, attraverso il primo ministro Neville Chamberlain, aveva garantito il suo sostegno in caso di ostilità aperte dalla Germania, considerandolo un espediente propagandistico, quanto la possibile reazione dell'Unione Sovietica.
Allo scopo Hitler avviò trattative tra i due paesi, sfruttando l'avversione di Stalin per l'occidente capitalista, che si conclusero positivamente il 23 agosto 1939, con il patto Molotov-Ribbentrop, un patto di non aggressione che consentì alla Germania non solo di non temere un'offensiva da est ma di continuare ad usufruire delle forniture di petrolio, grano ed acciaio provenienti dall'Unione Sovietica; la conseguenza di tale patto fu l'accordo, stipulato tra la Francia ed il Regno Unito il 25 agosto, con il quale i due paesi si impegnarono reciprocamente a sostenersi in qualunque evento bellico che avesse coinvolto uno dei due.

### L'attacco alla Polonia

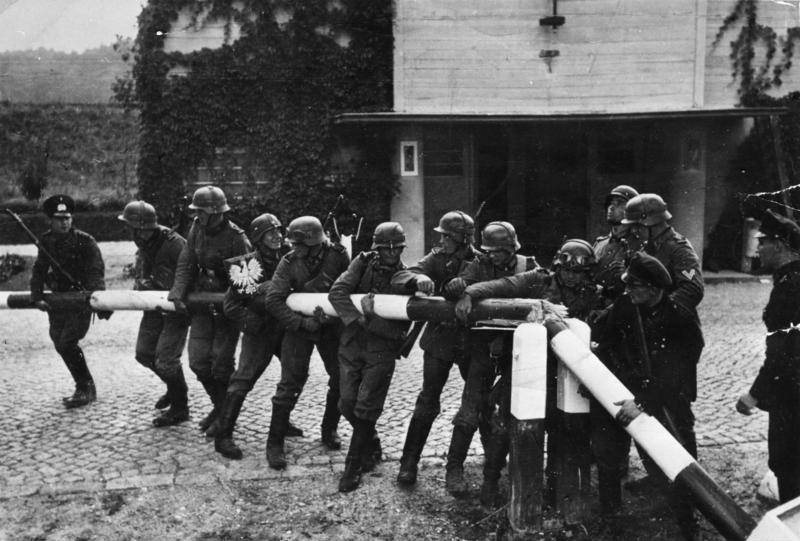
Soldati tedeschi abbattono la sbarra di confine alla frontiera con la Polonia il 1º settembre 1939

Alle ore 04.45 del 1º settembre la Wehrmacht varcò il confine con la Polonia: i tedeschi, forti di 53 divisioni, di cui 6 corazzate, 4 motorizzate e 4 leggere, divise in due gruppi di armate, l'Heeresgruppe Nord, comandato dal generale Fedor von Bock, e l'Heeresgruppe Süd, comandato dal generale Gerd von Rundstedt, avanzarono velocemente, con alla testa le unità corazzate comandate dal generale Heinz Guderian, dal generale Paul Ludwig Ewald von Kleist e dal generale Erich Hoepner, travolgendo, con la nuova tattica della guerra lampo, le forze polacche ammassate lungo la frontiera, mentre a Danzica la vecchia corazzata Schleswig-Holstein aprì il fuoco contro la fortezza polacca di Westerplatte, dove si trovava l'arsenale della marina polacca ed, in poche ore, reparti del genio si impadronirono della città.

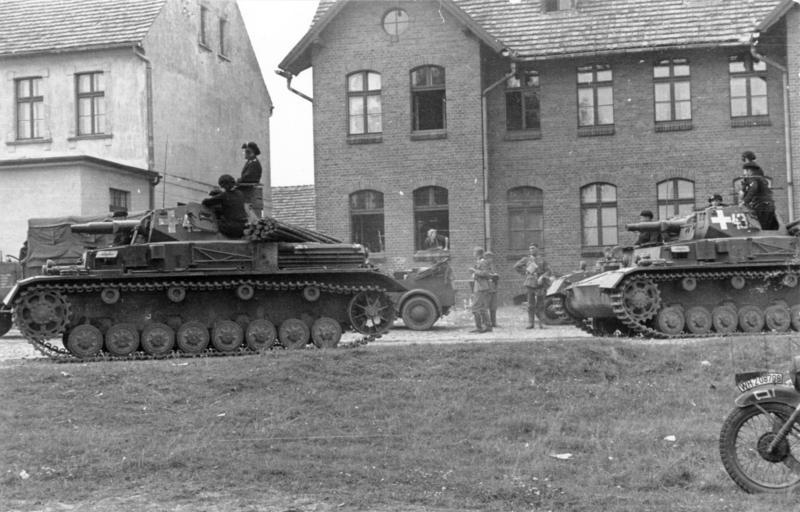
Una colonna di panzer IV tedeschi sosta in un paese durante l'avanzata verso Varsavia

L'esercito polacco attese invano l'aiuto da parte degli Alleati ma, fatta esclusione per la dichiarazione di guerra, depositata dall'Inghilterra e dalla Francia il 3 settembre, non furono compiute significative azioni terrestri contro la Germania. La Luftwaffe acquisì rapidamente il controllo dell'aria e le armate polacche furono costrette a ripiegare, con l'eccezione delle truppe nel settore di Łódź che vennero circondate in sole 36 ore dalla punta avanzata della 10ª armata, comandata dal generale Walter von Reichenau, la 4ª divisione corazzata, comandata dal generale Georg-Hans Reinhardt, la quale, dopo avere sfondato la linea del fronte, si unì alla 1ª divisione corazzata, comandata dal generale Rudolf Schmidt proseguendo verso la Vistola. Il comandante in capo dell'esercito polacco, il maresciallo di Polonia Edward Rydz-Śmigły, vista la rapidità dell'avanzata tedesca, ordinò la creazione di un "Comando della Difesa di Varsavia", Dowództwo Obrony Warszawy, affidandone il comando al generale Walerian Czuma, fino a quel momento comandante delle forze a presidio della frontiera, ed il colonnello Tadeusz Tomaszewski ne divenne il capo di stato maggiore.
Il 4 settembre la 3ª armata, comandata dal generale Georg von Küchler, e la 4ª armata, comandata dal generale Günther von Kluge, precedute dai panzer dell'XIX corpo corazzato di Guderian, si incontrarono sulla Vistola, mentre a sud la manovra a tenaglia compiuta dall'8ª armata, comandata dal generale Johannes Blaskowitz, e dalla 14ª armata, comandata dal generale Wilhelm List, la quale, il 6 settembre, aveva occupato Cracovia, circondarono le forze polacche prima che queste potessero attraversare il fiume, ed i pochi reparti che riuscirono a sfuggire all'accerchiamento si diressero verso Varsavia. Lo stesso giorno, il governo polacco abbandonò la capitale per trasferirsi provvisoriamente a Luck-Krzemieniec, mentre il comando dell'esercito venne spostato a Brzesko.

## L'avanzata verso la capitale

### La difesa aerea di Varsavia

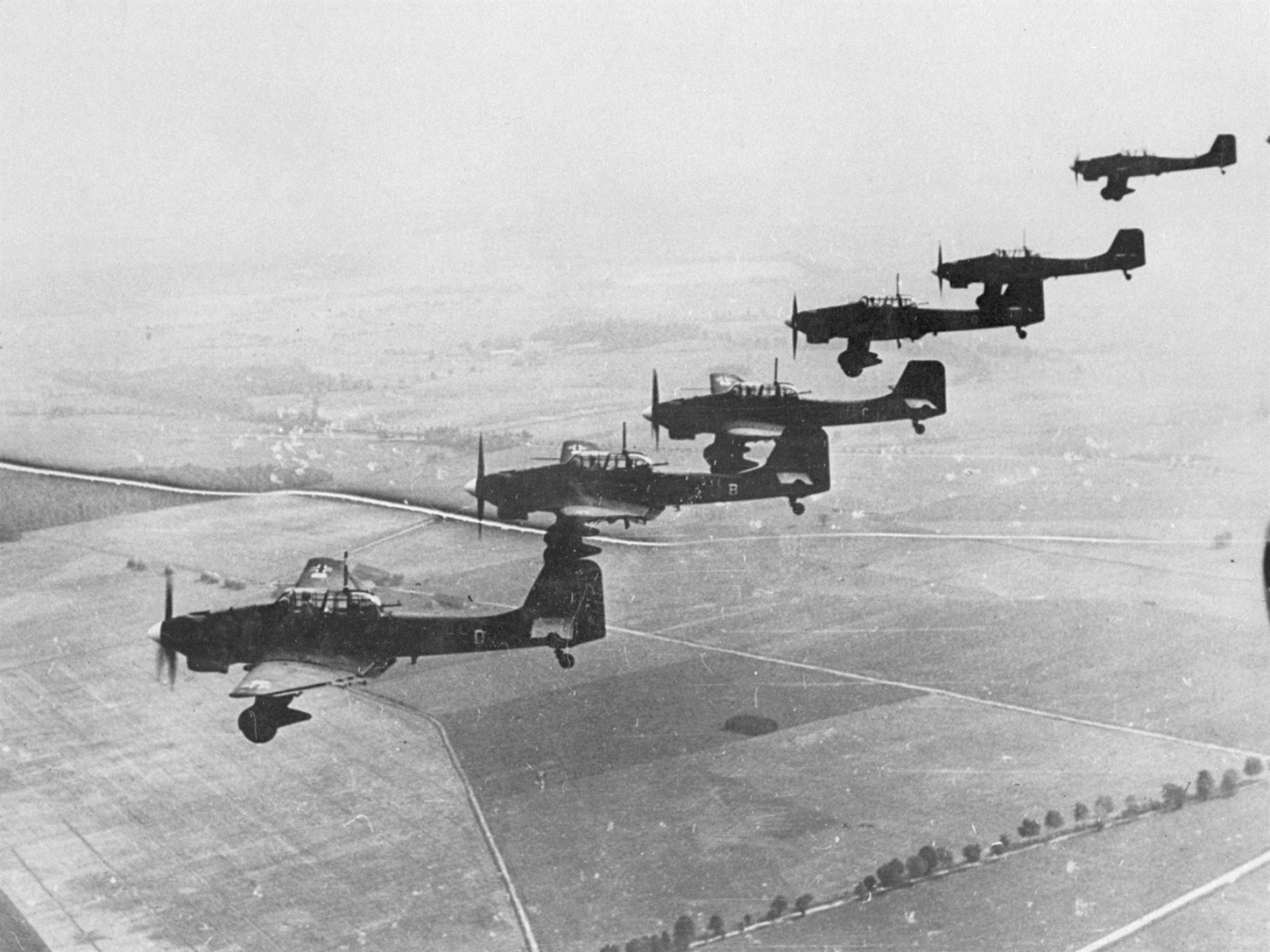
Stormo di bombardieri in picchiata Junkers Ju 87 Stuka; la Luftwaffe ottenne immediatamente il controllo dell'aria nei cieli della Polonia

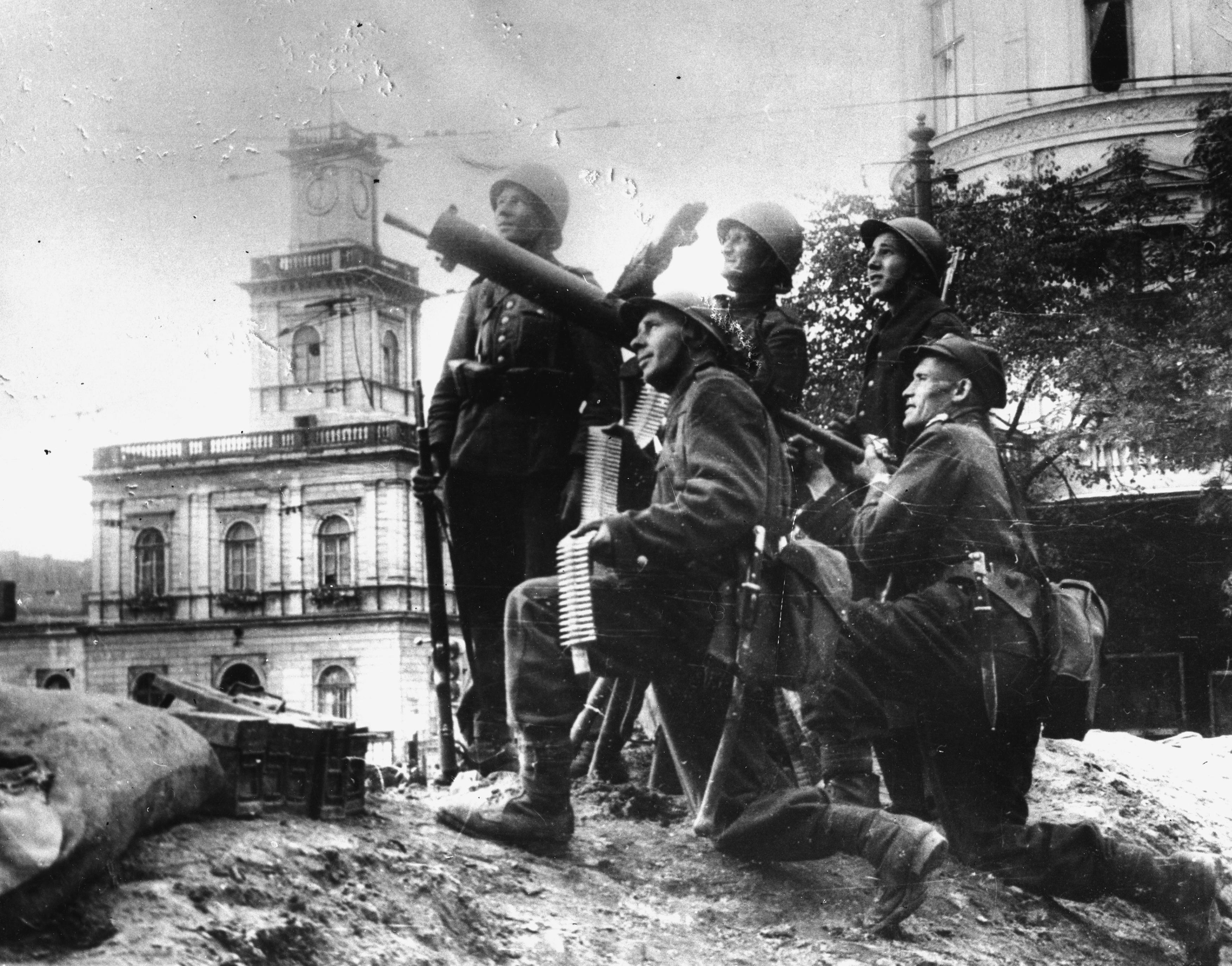
Postazione antiaerea polacca a difesa di Varsavia

Contemporaneamente all'attacco di terra tutti gli obiettivi militari e strategici della Polonia furono colpiti dalla Luftwaffe: il primo giorno di guerra nel sud del paese i bombardieri in picchiata Junkers Ju 87 Stuka ed i Zerstörer Messerschmitt Bf 110 inflissero danni gravissimi alla rete ferroviaria, rendendo impossibile lo spostamento di quasi un milione di soldati che stavano raggiungendo i punti di raccolta a seguito dell'ordine di mobilitazione, mentre al nord una fitta nebbia limitò le operazioni aeree a bassa quota, vanificando il primo tentativo di massiccio bombardamento su Varsavia, che venne comunque ripetutamente colpita nei giorni successivi.
La difesa antiaerea della città fu divisa in parti attive e passive: le prime erano composte principalmente da unità della Brygada Pościgowa, comandate dal colonnello Stefan Pawlikowski, mentre l'artiglieria antiaerea ed i fucili erano sotto il controllo del colonnello Kazimierz Baran; la Brygada Pościgowa era composta da 54 caccia di tipo PZL P.7 e PZL P.11, mentre la contraerea disponeva di 86 pezzi e di un numero imprecisato di fucili e di mitragliatrici. Le seconde erano composte da gruppi di pompieri e da volontari, al comando dei colonnelli Tadeusz Bogdanowicz e Julian Kulski, sindaco di Varsavia.
La difesa antiaerea iniziò concretamente il 5 settembre su ordine delle autorità militari ma, a causa del progredire dell'avanzata tedesca, 11 batterie furono ritirate da Varsavia per essere trasferite a Lublino, Brześć e Leopoli, nonostante venissero inviati sempre più bombardieri per attaccare la città, ed il 10 settembre, quando l'attacco a Varsavia era già iniziato, vi furono 17 raid aerei consecutivi, nel giorno che venne ricordato come "domenica di sangue". Inizialmente la difesa aerea ebbe successo: dal 6 settembre 1939 la Brygada Pościgowa riuscì ad abbattere 43 aerei nemici, cifra analoga a quella ottenuta dall'artiglieria, ed inoltre vi furono anche 9 vittorie non confermate e 20 aerei danneggiati da parte della caccia; essa sopportò comunque pesanti perdite e, dal 7 settembre, perse 38 batterie ed il 70% della sua forza iniziale.

### L'accerchiamento delle armate polacche

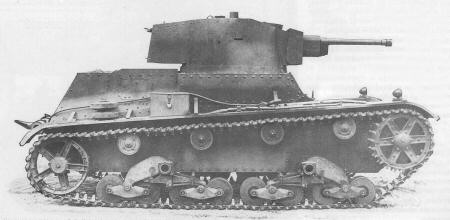
Carro armato leggero polacco di tipo 7TP

L'8 settembre le avanguardie della 4ª divisione corazzata raggiunsero i sobborghi di Varsavia ma il primo attacco, diretto verso i quartieri di Grójec, Radziejowice, Nadarzyn, Raszyn e Piaseczno, fu respinto dall'artiglieria pesante polacca e da un contrattacco sferrato con l'appoggio di carri armati leggeri di tipo 7TP, mentre, a sud est della città, l'8ª armata stava inseguendo l'armata polacca di stanza a Poznań, ma questa riuscì a sganciarsi ed a riunirsi con l'armata della Pomerania, riuscendo a formare un fronte compatto che i tedeschi riuscirono a sfondare con l'intervento dell'XI corpo corazzato, comandato dal generale Wilhelm Ritter von Leeb, che si mosse verso Kutno e, superata la città, permise l'avanzata della 3ª e della 4ª armata provenienti da nord, formando una sacca dove furono catturati 52 000 prigionieri.
Le due armate successivamente si congiunsero di fronte a Varsavia con l'8ª e la 10ª armata provenienti da sud, mentre a nord il XIX corpo corazzato, unito alla 10ª divisione corazzata, comandata dal generale Ferdinand Schaal, si diresse velocemente in direzione di Brest-Litovsk, che sarebbe stata occupata il 20 settembre, per bloccare qualsiasi possibilità di ritirata dalla capitale, completandone definitivamente l'accerchiamento; il 10 settembre il maresciallo Rydz-Śmigły ordinò che tutte le forze disponibili si dirigessero verso la Polonia sud orientale e di porsi al comando del generale Kazimierz Sosnkowski per organizzare un'ulteriore difesa in un fronte più ristretto ma l'avanzata della 14ª armata rese vano anche quest'ultimo tentativo.

## La battaglia nella città

### La prima fase (8 - 16 settembre)

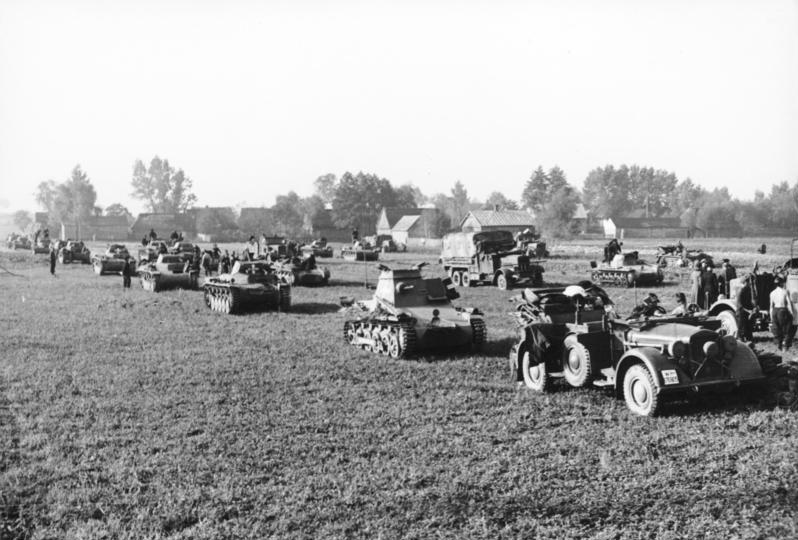
Colonna corazzata tedesca in attesa dell'ordine di avanzata

L'8 settembre, alle ore 17.15, fu diffusa alla radio tedesca la notizia dell'ingresso a Varsavia di "reparti corazzati" ma la notizia era infondata: i reparti della 4ª divisione corazzata si erano approssimati ai quartieri periferici della città ma non erano riusciti a penetrarvi, in quanto la linea di difesa, preposta dal generale Walerian Czuma, rinforzata sia da reclute frettolosamente inviate nella zona di operazioni che dai soldati che erano riusciti a sfuggire agli accerchiamenti di Kutno e di Łódź, aveva respinto il primo attacco dei panzer di Reinhardt, causando le prime significative perdite che, al termine della battaglia, costeranno all'unità corazzata 80 carri armati sui 220 disponibili, costringendo la divisione a fermare l'avanzata e ad attendere l'arrivo della 12ª divisione, comandata dal generale Ludwig von der Leyen, nella quale prestava servizio il generale Werner von Fritsch, il quale, il giorno 22, rimase ucciso durante i combattimenti.

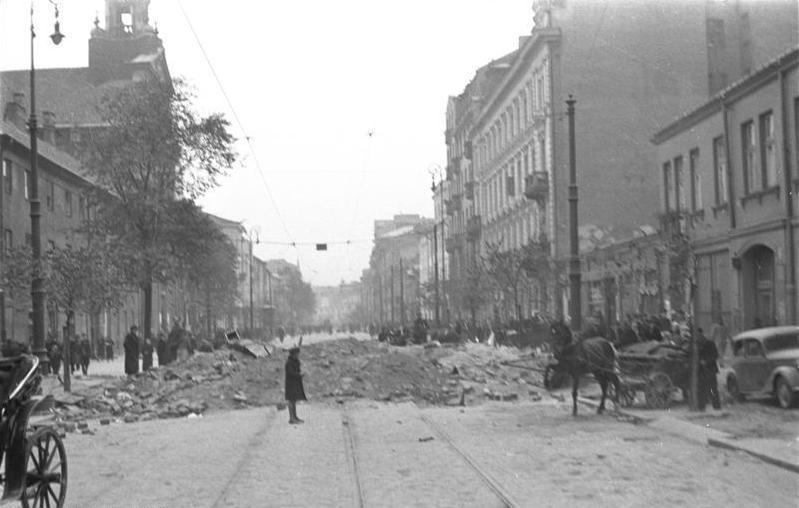
Barricata eretta in una strada di Varsavia, realizzata utilizzando le macerie prodotte dai bombardamenti

Nei due giorni successivi, mentre ad est della capitale le colonne corazzate stavano ponendo le basi per la manovra di accerchiamento, le due unità tedesche, rinforzate anche dall'arrivo della 16ª divisione, comandata dal generale, Gotthard Heinrici, iniziarono lentamente l'avanzata all'interno della città, dando l'assalto ai due quartieri di Wola e di Ochota; il generale Czuma nel frattempo, in ossequio all'ordine impartitogli dal maresciallo Rydz-Śmigły di creare il cosiddetto Dowództwo Obrony Warszawy, era riuscito a radunare al suo comando due divisioni di fanteria, rinforzate da 64 pezzi di artiglieria e da 33 carri armati, venendo affiancato nell'incarico dal generale Juliusz Rómmel, che misero in difficoltà i reparti corazzati tedeschi, i quali si trovarono ad avanzare sotto il fuoco delle armi anticarro ed ostacolati dalle barricate erette dai soldati e dalla popolazione civile di Varsavia, la quale resisteva riponendo la speranza dell'arrivo degli Alleati.

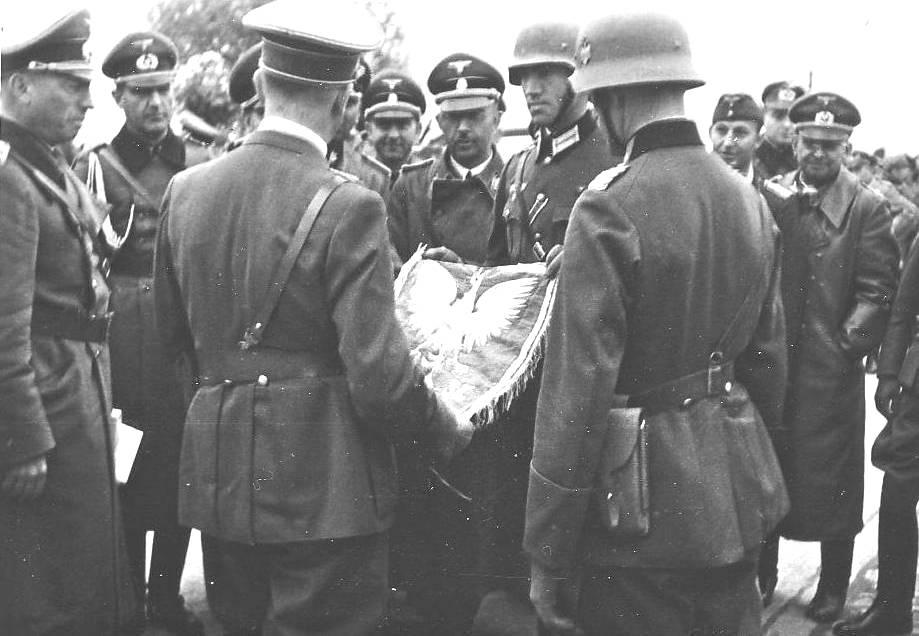
Adolf Hitler (di spalle), in visita alle truppe, osserva un'insegna polacca insieme ad Heinrich Himmler (di fronte)

La situazione, che si stava aggravando di ora in ora, indusse lo Stato maggiore polacco a tentare due controffensive per tentare di alleggerire la pressione sulla capitale: il primo tentativo fu compiuto dall'armata di Poznań, comandata dal generale Tadeusz Kutrzeba, che attaccò il fianco dell'8ª armata tedesca, coinvolgendola nella battaglia del fiume Bzura, ma, nonostante la marcia della Wehrmacht venisse rallentata, la sua superiore mobilità le consentì di chiudere in una sacca le truppe polacche dove, nei combattimenti che terminarono ufficialmente il 18 settembre, vennero intrappolate 19 divisioni, con la cattura di 170 000 prigionieri. Il secondo tentativo venne compiuto il 12 settembre, a seguito dello sfondamento delle linee esterne della città sul fiume Narew da parte della 3ª armata, quando le divisioni di cavalleria polacca, comandate dal generale Władysław Anders, vennero mandate all'assalto dei panzer tedeschi venendo quasi completamente annientate e questo causò il ritiro dei superstiti e delle rimanenti truppe all'interno del perimetro della città che si completò il 14 settembre, aumentando il numero dei soldati disponibili per la difesa a 120 000
Il giorno 15 l'anello formato dalle forze tedesche si chiuse intorno alla capitale dove, il giorno 16, le forze dell'8ª armata tentarono un primo attacco in direzione dei quartieri di Praga e di Grochów che fu respinto dalle truppe del colonnello Stanisław Sosabowski ma, l'impossibilità di ricevere sia rinforzi dall'esterno che di ripiegare da parte delle forze polacche, pose le basi per l'assedio di Varsavia; lo stesso giorno venne offerta la possibilità di resa alla città che venne tuttavia respinta ed Hitler, discostandosi da quanto chiedevano i suoi generali, ossia il blocco con l'attesa della presa per fame, dette ordine di conquistare Varsavia impiegando tutte le forze disponibili.

### L'attacco sovietico

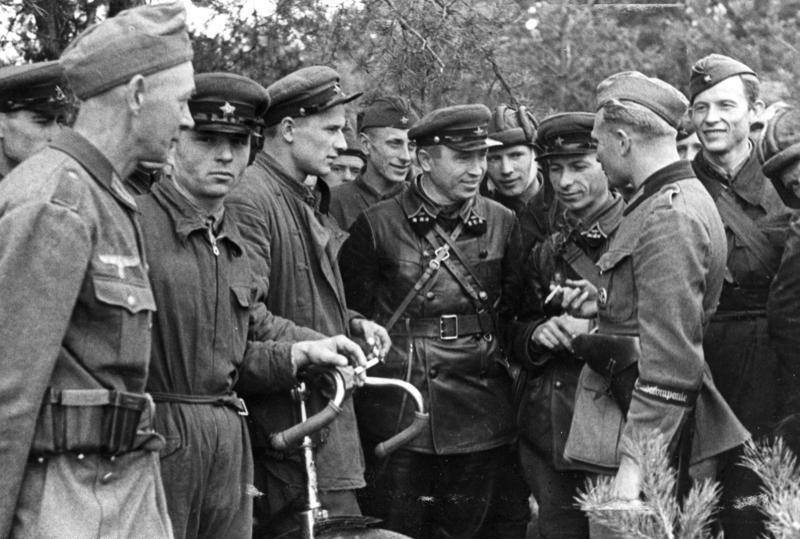
20 settembre 1939, soldati tedeschi insieme a militari dell'Armata Rossa a Brest-Litovsk

Il 17 settembre, alle ore 03.00 del mattino, l'ambasciatore polacco a Mosca venne convocato dal Ministro degli esteri sovietico Vjačeslav Michajlovič Molotov che lo informò che il governo polacco aveva cessato di esistere, esprimendo preoccupazioni per la sorte degli abitanti della Bielorussia e dell'Ucraina che l'Unione Sovietica avrebbe inteso proteggere; nello stesso momento tuttavia le truppe dell'Armata Rossa stavano oltrepassando i confini orientali della Polonia. Queste truppe, forti di circa 500 000 fanti, 3 000 carri armati e 1 500 aerei erano la risposta agli appelli di appoggio provenienti dai tedeschi, avvenuti il 3 ed 10 settembre, secondo le clausole contenute nel patto Molotov-Ribbentrop, e l'invasione sovietica costrinse dapprima alle dimissioni ed immediatamente dopo alla fuga il Presidente della Polonia Ignacy Mościcki ed il maresciallo Rydz-Śmigły, i quali ripararono in Romania; il giorno successivo i sovietici raggiunsero Brest-Litovsk, occupata due giorni prima dalle avanguardie della 4ª armata tedesca provenienti da nord, incontrandosi, il giorno 20, nell'antica città polacca, con le truppe della Wehrmacht, sancendo di fatto una spartizione politica della Polonia.
La prospettiva dell'invasione della Polonia da parte della Germania aveva favorito le relazioni tra questa e l'Unione Sovietica, poiché la possibile futura spartizione dell'Europa orientale era un obiettivo che, anche da parte sovietica, era positivamente considerato; Stalin tuttavia non trascurò la possibilità che, presto o tardi, il conflitto tra le due nazioni sarebbe stato inevitabile e quindi, una volta sconfitta la Polonia, furono iniziati i lavori di approntamento della cosiddetta Linea Molotov, una linea di fortificazioni che, partendo dalla città di Memel, sul mar Baltico, si snodava lungo la nuova frontiera tedesco sovietica, dalla Prussia Orientale fino alla Cecoslovacchia, a protezione dei nuovi confini sovietici.

### La seconda fase (17 - 28 settembre)

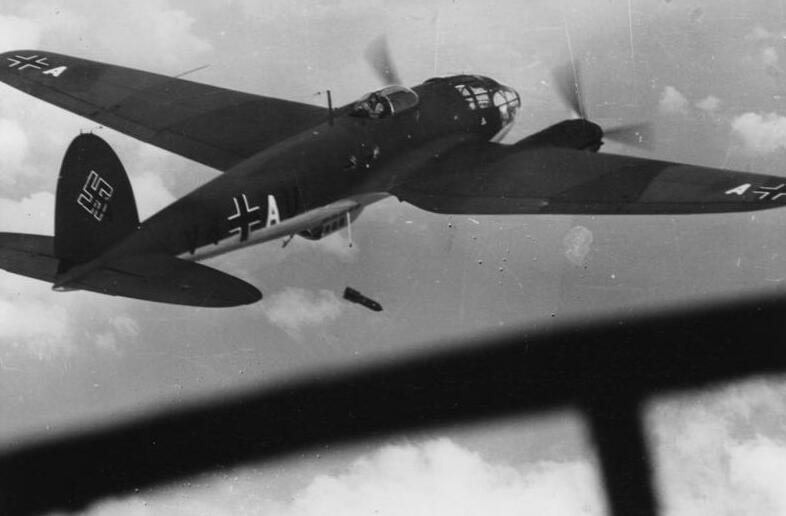
Un bombardiere tedesco Heinkel He 111 in volo sulla Polonia

Il 17 settembre il generale Walther von Brauchitsch, capo dell'Oberkommando des Heeres, l'Alto Comando dell'Esercito tedesco, proclamò, nonostante le operazioni fossero ancora in corso, la fine della campagna di Polonia e, contestualmente, l'attacco sovietico alle spalle dello schieramento polacco, che velocemente si era disgregato davanti alle forze meccanizzate tedesche, costrinse ciò che rimaneva dell'esercito della Polonia ad una impari lotta su due fronti, mentre Varsavia era già stata completamente circondata. La stretta finale alla capitale iniziò con una serie di bombardamenti che si sarebbero protratti, sia di notte che di giorno, per tutta la durata della battaglia e per realizzarli vennero utilizzate la 1ª e la 4ª Luftflotte, comandate rispettivamente dal generale Albert Kesselring e dal generale Alexander Löhr, allo scopo di colpire obiettivi militari e civili che accrebbero notevolmente il numero delle vittime.

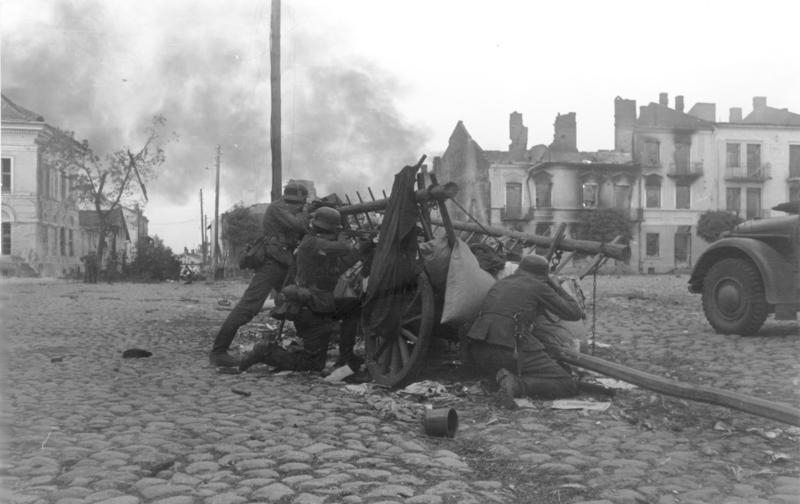
Fanti tedeschi sparano verso le postazioni polacche riparandosi dietro un carretto

Nei giorni successivi le forze tedesche sferrarono l'attacco che avrebbe dovuto essere risolutivo: questo fu compiuto contemporaneamente da nove divisioni, cinque da ovest e quattro da est, preceduto, oltreché dai bombardamenti aerei, da un intenso fuoco di sbarramento, realizzato da circa 70 batterie di artiglieria da campo e da 80 di artiglieria pesante; il 20 settembre le forze provenienti dalla riva est della Vistola riuscirono a penetrare nel quartiere di Praga, venendone tuttavia respinte dalla resistenza dell'Dowództwo Obrony Warszawy e da quella parte di popolazione civile che aveva deciso di imbracciare le armi, ma la situazione all'interno della città era sempre più disperata ed, il 21 settembre, tutte le rappresentanze diplomatiche neutrali furono evacuate dalla capitale mentre, il 22 settembre, Hitler, che si era recato in visita alle truppe che stazionavano nella periferia di Varsavia, ordinò all'8ª armata di attaccarla da ovest, in modo che i profughi in fuga si dirigessero nel territorio ormai occupato dai sovietici, allo scopo, una volta terminate le ostilità, di non occuparsene.

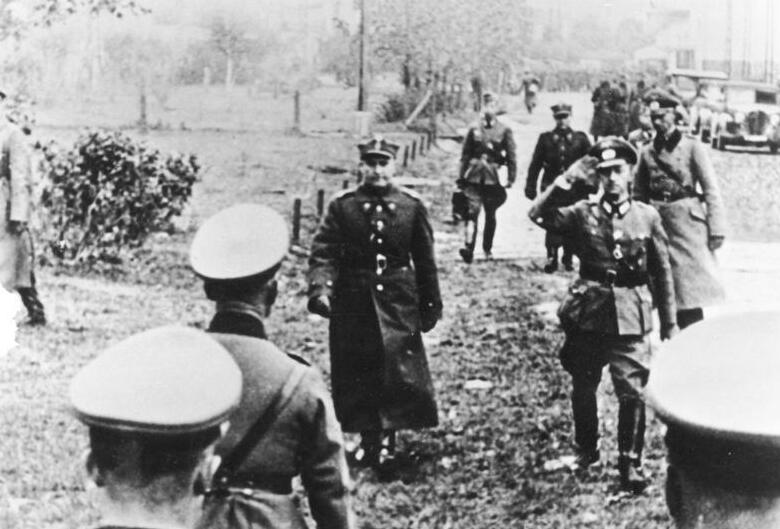
Il generale tedesco Johannes Blaskowitz (di spalle) riceve la resa della città di Varsavia dal generale polacco Tadeusz Kutrzeba

Il 24 settembre tutte le unità tedesche impegnate nell'attacco a Varsavia furono poste sotto il comando del generale Blaskowitz ed, il giorno successivo iniziò, preceduta da due giorni consecutivi di bombardamenti aerei, un'ulteriore offensiva che, nonostante la strenua difesa, permise ai tedeschi di cominciare a farsi strada all'interno dei quartieri di Mokotów e di Praga, mentre la situazione della popolazione civile, a causa dei bombardamenti e dei combattimenti incessanti, peggiorava continuamente: la mancanza di cibo e di medicinali, unita alla mancanza di acqua, dovuta alla distruzione degli acquedotti, il cessato funzionamento della rete elettrica e telefonica e la presenza di 16 000 soldati e di un numero imprecisato di civili feriti, rese la situazione non più sostenibile ed, il 26 settembre, il generale Juliusz Rómmel chiese un cessate il fuoco per negoziare la resa ma stavolta furono i tedeschi a rifiutarla, sostenendo che avrebbero accettato solo una proposta di resa incondizionata.
Viste le condizioni ormai disperate delle forze armate e della popolazione civile all'interno della città i polacchi furono costretti ad accettare ed, a mezzogiorno del 27 settembre, il generale Kutrzeba avviò le trattative con il generale Blaskowitz per la resa di Varsavia; i combattimenti cessarono ed il giorno successivo venne firmata la definitiva capitolazione della capitale polacca con l'ingresso delle truppe tedesche nella città, terminando ufficialmente la campagna di Polonia, anche se le ultime sacche di resistenza si arresero il 29 settembre. Durante la battaglia l'esercito polacco perse 6 000 soldati e 16 000 rimasero feriti, ed i circa 140 000 soldati della guarnigione che furono fatti prigionieri iniziarono ad essere inoltrati il giorno 30 verso i campi di concentramento tedeschi, giorno in cui a Londra venne costituito il Governo in esilio della Polonia, presieduto da Władysław Raczkiewicz.